# Ubuntu One
Ubuntu One是由Canonical公司經營的檔案儲存與同步的服務。這項服務可讓使用者同步檔案。Ubuntu One 服务已经在2014年6月1号正式退休。

## 特色
Ubuntu One在Ubuntu 9.04和以後的版本提供（內建）客戶端應用程式，而在Windows平台已開發了測試版。目前Mac OS X的客戶端應用程式Beta版已经发布。免費的版本提供2GB（後來更新為5GB）的網路儲存空間，而使用者可以以20GB(20點)為單位每個月負擔2.99美元來儲值使用空間。
Ubuntu One Mobile在iPhone和Android平台。提供音樂串流軟體。而手機套件軟體需每月付款3.99美元。
Ubuntu One的服務與現有的SpiderOak、Dropbox、Box.net、Mozy、Wuala、Humyo、iDisk、Jungle Disk和Live Mesh類似。它是以Python寫成。
Ubuntu One與其他雲端服務不同點在於它融入許多其他的服務比方Evolution電子郵件軟體，Tomboy便條紙軟體和CouchDB等等。Ubuntu One可以線上編輯Evolution聯絡人，亦可以編輯Tomboy便條，甚至可以同步手機聯絡人（與Funambol合作）。並且可以使用Ubuntu One帳號購買Ubuntu One音樂店（與7digital合作）沒受DRM保護的音樂。
以後更展望讓Ubuntu One的會員能夠使用區域網路與其他人分享檔案（而不需要使用到Ubuntu One雲端）也希望能進一步使用Ubuntu One同步Firefox書籤。另外也希望同步在Ubuntu 軟體中心安裝的檔案。

## 批評
Ubuntu One被Ubuntu 社群批評。
因為Kubuntu和其他Ubuntu的衍生版（直到2010年6月）都還沒有Ubuntu One的服務。然而，原生版的Ubuntu One也遭遇批評。
其他還有關於批評Ubuntu One 音樂店選擇以專利的mp3作為音樂格式，另外還有其營運收入對於Ubuntu 社群的貢獻也很模糊。另外Amarok開發團隊以宣佈他們暫且不會把對於Ubuntu One 音樂店的支援加入（不像是對於Magnatune 媒體商店,會捐出自己收入的10％給Amarok發展社群。
產品原始碼以及其他Ubuntu One的專案統統需遵守Canonical貢獻者協議，要求貢獻者分配一些版權給Canonical公司，允許Canonical公司以非開放原始碼 的許可證發布這些貢獻。

## 关闭
Canonical 已经宣布旗下的 Ubuntu One 服务将会在2014年6月1号正式退休。Ubuntu CEO Jane Silber 的解释是：“如果他们想提一项服务，那他们的目标就是跟全球的对手竞争，但如果要将 Ubuntu One 发展到这个规模的话，那便需要投入他们不愿意付出的投资金额。”

## 外部連結
- 官方網頁
- Ubuntu One wiki 在Ubuntu Wiki上的頁面 （页面存档备份，存于）
- Floss Weekly 99 podcast （页面存档备份，存于） with Ubuntu One developer Stuart Langridge